# Zonosaurinae
Zonosaurinae – podrodzina jaszczurek z rodziny tarczowcowatych (Gerrhosauridae).

## Zasięg występowania
Do podrodziny należą gatunki występujące na Madagaskarze i Seszelach.

## Podział systematyczny
Do podrodziny należą następujące rodzaje:
- Tracheloptychus Peters, 1854
- Zonosaurus Boulenger, 1887